# Luftfaktor
Luftfaktorn, luftkvot eller syrefaktorn, är kvoten mellan verklig och teoretisk luft- eller syremängd vid förbränning och en avgörande faktor för dess verkningsgrad. Teoretisk luftmängd avser en stökiometrisk blandning. Vid för höga syrekvoter går det åt alltför mycket energi åt att värma upp det extra syret. Den avkylande effekten vid hög luft-/syrefaktor är större vid förbränning i luft än i syrgas då det dessutom går åt cirka 3,76 mol kväve för varje mol syre i luft. Används istället en för låg luft-/syrefaktor så kommer rökgasen innehålla biprodukter som också innebär energiförlust.
Luftfaktorn har även betydelse för bildningen av kväveoxider.
En lämplig luftfaktor vid förbränning av gas är cirka 1,05 - 1,07 och för olja cirka 1,10 - 1,15.